# Belägringen av Bauske
Belägringen av Bauske var en belägring av Bauske mellan 14 september och 17 september år 1625.

## Belägringen
Efter att svenska soldater under befäl av Gustav II Adolf efter en belägring intagit Birsen fortsatte operationerna mot Bauske, vilken nåddes den 14 september. Svenskarna närmade sig Bauske genom två belägringsgravar och anlade även tre batterier. Efter tre dagar intogs slottet genom stormning.